# Han Ying
Pour les articles homonymes, voir Han.
Ying Han est une pongiste allemande née le 29 avril 1983 dans le Liaoning. Elle a remporté avec Shan Xiaona et Petrissa Solja la médaille d'argent de l'épreuve par équipes aux Jeux olympiques d'été de 2016 à Rio de Janeiro.
Elle est médaillée d'or par équipes et médaillée d'argent en simple lors des Jeux européens de 2019.
Elle est médaillée d'argent par équipes dames aux Jeux européens de 2023.
Son style de jeu est défensif. Le 16 janvier 2024, elle est classée 8e au classement mondial ITTF en simple dames et la seule joueuse européenne dans le top 10.